# Acanthoclema elegantula
Acanthoclema elegantula is een uitgestorven mosdiertjessoort uit de familie van de Hyphasmoporidae. De wetenschappelijke naam van de soort is voor het eerst geldig gepubliceerd in 2008 door Ernst.